# Сенфорд (Колорадо)
Сенфорд (англ. Sanford) — місто (англ. town) в США, в окрузі Конехос штату Колорадо. Населення — 879 осіб (2010).

## Географія
Сенфорд розташований за координатами 37°15′27″ пн. ш. 105°54′3″ зх. д. / 37.25750° пн. ш. 105.90083° зх. д. (37.257434, -105.900717).  За даними Бюро перепису населення США в 2010 році місто мало площу 3,80 км², уся площа — суходіл.

## Демографія
Згідно з переписом 2010 року, у місті мешкало 879 осіб у 305 домогосподарствах у складі 238 родин. Густота населення становила 231 особа/км².  Було 350 помешкань (92/км²).
Расовий склад населення:
| - 88,7 % — білих - 1,4 % — корінних американців - 0,1 % — чорних або афроамериканців - 0,1 % — азіатів - 6,9 % — осіб інших рас |

До двох чи більше рас належало 2,7 %. Частка іспаномовних становила 38,9 % від усіх жителів.
За віковим діапазоном населення розподілялося таким чином: 34,6 % — особи молодші 18 років, 53,6 % — особи у віці 18—64 років, 11,8 % — особи у віці 65 років та старші. Медіана віку мешканця становила 31,2 року. На 100 осіб жіночої статі у місті припадало 88,6 чоловіків;  на 100 жінок у віці від 18 років та старших — 96,2 чоловіків також старших 18 років.
Середній дохід на одне домашнє господарство  становив 58 671 долар США (медіана — 56 250), а середній дохід на одну сім'ю — 64 383 долари (медіана — 63 400). За межею бідності перебувало 15,6 % осіб, у тому числі 17,4 % дітей у віці до 18 років та 12,6 % осіб у віці 65 років та старших.
Цивільне працевлаштоване населення становило 421 осіб. Основні галузі зайнятості: роздрібна торгівля — 20,4 %, освіта, охорона здоров'я та соціальна допомога — 17,6 %, фінанси, страхування та нерухомість — 12,8 %, будівництво — 11,9 %.